# Winterfeld
Winterfeld è una frazione del comune tedesco di Apenburg-Winterfeld, nella Sassonia-Anhalt.

Contava, nel 2006, 606 abitanti.

## Storia
Winterfeld costituì un comune autonomo fino al 1º luglio 2009.